# Aim (Chabarowsk)
Aim (russisch Аи́м) ist ein Dorf im Rajon Ajano-Maiski der Region Chabarowsk (Russland) mit 204 Einwohnern (Stand 2011).
Es liegt 350 km Luftlinie nordwestlich von Ajan, dem Verwaltungszentrum des Rajons, und fast 1200 km nördlich des Regionsverwaltungszentrums Chabarowsk. Bei Aim mündet der bedeutende linke Nebenfluss Aim in die Maja. Die Einwohner des Ortes sind vorwiegend Russen und Ewenken.
Der Ort entstand ab 1844, als mit der Einrichtung der Transportroute der Russisch-Amerikanischen Kompagnie zwischen Jakutsk bzw. Amga und Ust-Maja in Jakutien und der Küste des Ochotskischen Meeres bei Ajan begonnen wurde, des so genannten Amga-Ajan-Traktes.
In Aim, einem der nur vier Gemeindezentren des fast 170.000 km² großen Rajons (neben Ajan, Nelkan und Dschigda), gibt es verschiedene Einrichtungen zur Versorgung des nordwestlichen Teils des Gebietes (kommunales Wohnungsunternehmen, Post- und Fernmeldestelle, Arztpraxis, Grundschule, Kindergarten und -krippe, Bibliothek und Kulturhaus).
In der eisfreien Zeit besteht Bootsverbindung auf der Maja in das etwa 250 Flusskilometer aufwärts gelegene Nelkan und vom dortigen kleinen Flughafen Verbindung ins Rajonverwaltungszentrum Ajan und weiter nach Chabarowsk (eine ganzjährig befahrbare Straße Ajan – Nelkan ist in Bau; jetzt nur Winterstraße).